# Гувернорат Рафа
Гувернорат Рафа (арап. محافظة رفح) је гувернорат Палестине у најјужнијем делу појаса Газе. Главни град округа или мухфаза је град Рафа који се налази на граници са Египтом. Према Палестинском централном бироу за статистику, гувернорат је средином 2022. године имао 267.635 становника. Садржи затворени међународни аеродром Јасер Арафат.

## Места
- Ал-Бајук
- Ал-Маваси
- Ал Караја ас Сувајдија
- Рафа
- Шокат ас-Суфи

## Избеглички кампови
- Избеглички камп у Рафи
- Тел ал-Султан